# Cour d'appel de Dijon
La cour d'appel de Dijon connaît des affaires jugées par les tribunaux de son ressort, qui s'étend sur les départements de la Côte-d'Or, de la Haute-Marne et de Saône-et-Loire.
Elle est située rue Amiral Roussin à Dijon, dans les murs de l’ancien parlement de Dijon. L'ancienne entrée est située rue du Palais, à une centaine de mètres de la place de la Libération et de l'hôtel de ville.
Elle est le siège de la cour d'assises de la Côte-d'Or.

## Premiers présidents
- Adrien Le Roy de La Tournelle, premier président de la cour royale de Dijon en 1844
- Paul Cunisset-Carnot, premier président de la cour d'appel de Dijon en 1898
- Alain Chateauneuf, premier président de la cour d'appel de Dijon depuis 2025[1]

## Tribunaux du ressort
|                | 4 tribunaux judiciaires    | 4 tribunaux de proximité | 3 conseils de prud'hommes | 3 tribunaux de commerce |
| -------------- | -------------------------- | ------------------------ | ------------------------- | ----------------------- |
| Côte-d'Or      | - Dijon                    | - Beaune - Montbard      | - Dijon                   | - Dijon                 |
| Haute-Marne    | - Chaumont                 | - Saint-Dizier           | - Chaumont                | - Chaumont              |
| Saône-et-Loire | - Chalon-sur-Saône - Mâcon | - Le Creusot             | - Chalon-sur-Saône        | - Chalon-sur-Saône      |